# Passiflora linda
Passiflora linda Panero – gatunek rośliny z rodziny męczennicowatych (Passifloraceae Juss. ex Kunth in Humb.). Występuje endemicznie w Andach w południowym Ekwadorze.

## Rozmieszczenie geograficzne
Rośnie endemicznie w Andach w południowym Ekwadorze w prowincji Zamora-Chinchipe.

## Biologia i ekologia
Występuje w wyższym lesie andyjskim na wysokości 2400–2700 m n.p.m. Gatunek jest znany tylko z dwóch kolekcji wykonane w 1989 i 1992 roku. 

## Ochrona
W Czerwonej księdze gatunków zagrożonych został zaliczony do kategorii EN – gatunków zagrożonych wyginięciem. Obszar, na którym znaleziono okazy, został w dużej mierze zamieniony na pastwiska i nie wiadomo, czy gatunek ten może utrzymywać się na otwartych przestrzeniach, tak jak inne gatunki z rodzaju Passiflora. Niszczenie siedlisk jest jedynym zagrożeniem.